# Anomotaenia minuta
Anomotaenia minuta är en plattmaskart som först beskrevs av Benham 1900.  Anomotaenia minuta ingår i släktet Anomotaenia och familjen Dilepididae. Inga underarter finns listade i Catalogue of Life.